# ماهازونی
ماهازونی (به لاتین: Mahazony) یک منطقهٔ مسکونی در ماداگاسکار است که در ناحیه آمبالاوائو واقع شده‌است. ماهازونی ۱۱٬۰۰۰ نفر جمعیت دارد و ۱٬۰۵۵ متر بالاتر از سطح دریا واقع شده‌است.